# Croatia Open Umag 2022
Il Croatia Open Umag 2022 è stato un torneo di tennis giocato sulla terra rossa. È stata la 32ª edizione dell'evento che fa parte della categoria ATP Tour 250 nell'ambito dell'ATP Tour 2022. Si è giocato all'International Tennis Center di Umago, in Croazia, dal 25 al 31 luglio 2022.

## Partecipanti

### Teste di serie
| Nazione    | Giocatore       | Ranking* | Testa di serie |
| ---------- | --------------- | -------- | -------------- |
| Spagna     | Carlos Alcaraz  | 6        | 1              |
| Italia     | Jannik Sinner   | 10       | 2              |
| Danimarca  | Holger Rune     | 27       | 3              |
| Argentina  | Sebastián Báez  | 32       | 4              |
| Slovacchia | Alex Molčan     | 48       | 5              |
| Germania   | Daniel Altmaier | 56       | 6              |
| Italia     | Fabio Fognini   | 61       | 7              |
| Italia     | Lorenzo Musetti | 62       | 8              |

* Ranking al 18 luglio 2022.

### Altri partecipanti
I seguenti giocatori hanno ricevuto una wild card per il tabellone principale:
- Duje Ajduković
- Mili Poljičak
- Dino Prižmić

Il seguente giocatore è entrato nel tabellone principale con il ranking protetto:
- Aljaž Bedene

I seguenti giocatori sono passati dalle qualificazioni:

- Corentin Moutet
- Franco Agamenone
- Giulio Zeppieri
- Marco Cecchinato

Il seguente giocatore è entrato in tabellone come lucky loser:
- Norbert Gombos

### Ritiri
Prima del torneo
- Nikoloz Basilašvili → sostituito da  Bernabé Zapata Miralles
- Francisco Cerúndolo → sostituito da  Daniel Elahi Galán
- Filip Krajinović → sostituito da  Facundo Bagnis
- Jiří Veselý → sostituito da  Norbert Gombos

## Partecipanti al doppio

### Teste di serie
| Nazione     | Giocatore       | Nazione   | Giovatore            | Ranking* | Testa di serie |
| ----------- | --------------- | --------- | -------------------- | -------- | -------------- |
| Italia      | Simone Bolelli  | Italia    | Fabio Fognini        | 60       | 1              |
| Brasile     | Rafael Matos    | Spagna    | David Vega Hernández | 71       | 2              |
| Regno Unito | Lloyd Glasspool | Finlandia | Harri Heliövaara     | 78       | 3              |
| Kazakistan  | Andrej Golubev  | Argentina | Máximo González      | 89       | 4              |

* Ranking al 18 luglio 2022.

### Altri partecipanti
Le seguenti coppie hanno ricevuto una wildcard per il tabellone principale:
- Mili Poljičak /  Nino Serdarušić
- Antonio Šančić  /  Franko Škugor

La seguente coppia di giocatori è entrata in tabellone usando il ranking protetto:
- Sander Arends /  David Pel

### Ritiri
Prima del torneo
- Aljaž Bedene /  Jiří Veselý → sostituiti da  Sander Arends /  David Pel

## Campioni

### Singolare
Jannik Sinner ha sconfitto in finale  Carlos Alcaraz con il punteggio di 6(5)-7, 6-1, 6-1.
- È il sesto titolo in carriera per Sinner, il primo in stagione.

### Doppio
Simone Bolelli /  Fabio Fognini hanno sconfitto in finale  Lloyd Glasspool /  Harri Heliövaara con il punteggio di 5-7, 7-6(6), [10-7].